# 麥圭爾 (阿肯色州)
麥圭爾（英語：McGuire）是位於美國阿肯色州華盛頓縣的一個鬼鎮。

## 地理
麥圭爾所處的海拔為高於海平面377米（即1237英呎），而該地所採用的時區為UTC-6，即北美中部時區（CST）。同時該地設有夏令時間，為UTC-6調快一小時，即UTC-5（CDT）。